# Gyna colini
Gyna colini är en kackerlacksart som beskrevs av Alphonse Trémeau de Rochebrune 1883. Gyna colini ingår i släktet Gyna och familjen jättekackerlackor. Inga underarter finns listade i Catalogue of Life.